# Tsetska Tsatcheva
Tsetska Tsatcheva Dangovska (en bulgare : Цецка Цачева Данговска), née le 24 mai 1958, est une juriste et femme politique bulgare.

## Biographie
Elle est présidente de l'Assemblée nationale de 2009 à 2013 et de 2014 à 2017.
Candidate à l'élection présidentielle de 2016, elle obtient 22,0 % des voix au premier tour et 36,2 % au second, s'inclinant face à Roumen Radev.
En mai 2017, elle devient ministre de la Justice dans le gouvernement Borissov III.